# Howden Ganley
James Howden Ganley (1941. december 24.) új-zélandi autóversenyző.

## Pályafutása
Iskolái elvégzése után riporternek állt. A hamiltoni Waikato Times riportere volt, de írt a Sports Car Illustratedbe is.
1961-ben az Egyesült Királyságba költözött. Itt kezdte komolyabb autóversenyzői karrierjét. 1970-ben másodikként zárta a brit Formula–5000-es sorozatot Peter Gethin mögött. 1971-ben debütált a Formula–1-es világbajnokságon. 1974-ig versenyzett itt, és ezalatt több kiemelkedő eredménye is volt. Összesen negyvenegy világbajnoki versenyre nevezett, melyből harmincötször tudott kvalifikálni. Két futamon ért célba negyedikként, de további háromszor volt pontszerző.
1972 és 1976 között a Le Mans-i 24 órás viadalokon is rajthoz állt. Az 1972-es váltótársával, François Cevert-el a második helyen értek célba, egy körös hátrányban a Henri Pescarolo és Graham Hill alkotta győztes duó mögött.

## Eredményei
Teljes Formula–1-es eredménylistája
(Táblázat értelmezése)

(Félkövér: pole-pozícióból indult; dőlt: leggyorsabb kört futott) 

| Év   | Csapat                     | Modell            | Motor                    | 1      | 2      | 3      | 4      | 5      | 6      | 7      | 8      | 9     | 10     | 11     | 12     | 13     | 14    | 15     | Helyezés | Pont |
| ---- | -------------------------- | ----------------- | ------------------------ | ------ | ------ | ------ | ------ | ------ | ------ | ------ | ------ | ----- | ------ | ------ | ------ | ------ | ----- | ------ | -------- | ---- |
| 1971 | Yardley Team BRM           | BRM P153          | BRM P142 3.0 V12         | RSA Ki | ESP 10 | MON Nk | NED 7  | FRA 10 | GBR 8  | GER Ki |        |       |        |        |        |        |       |        | 15.      | 5    |
| 1971 | Yardley Team BRM           | BRM P160          | BRM P142 3.0 V12         |        |        |        |        |        |        |        | AUT Ki | ITA 5 | CAN Ni | USA 4  |        |        |       |        | 15.      | 5    |
| 1972 | Marlboro BRM               | BRM P160B         | BRM P142 3.0 V12         | ARG 9  | RSA Hn | ESP Ki |        | BEL 8  | FRA Ni |        |        |       |        |        |        |        |       |        | 13.      | 4    |
| 1972 | Marlboro BRM               | BRM P180          | BRM P142 3.0 V12         |        |        |        | MON Ki |        |        |        |        |       |        |        |        |        |       |        | 13.      | 4    |
| 1972 | Marlboro BRM               | BRM P160C         | BRM P142 3.0 V12         |        |        |        |        |        |        | GBR    | GER 4  | AUT 6 | ITA 11 | CAN 10 | USA Ki |        |       |        | 13.      | 4    |
| 1973 | Frank Williams Racing Cars | Iso Marlboro FX3B | Ford Cosworth DFV 3.0 V8 | ARG Hn | BRA 7  | RSA 10 |        |        |        |        |        |       |        |        |        |        |       |        | 19.      | 1    |
| 1973 | Frank Williams Racing Cars | Iso Marlboro IR   | Ford Cosworth DFV 3.0 V8 |        |        |        | ESP Ki | BEL Ki | MON Ki | SWE 11 | FRA 14 | GBR 9 | NED 9  | GER Ni | AUT Hn | ITA Hn | CAN 6 | USA 12 | 19.      | 1    |
| 1974 | March Engineering          | March 741         | Ford Cosworth DFV 3.0 V8 | ARG 8  | BRA Ki | RSA    | ESP    | BEL    | MON    | SWE    | NED    | FRA   |        |        |        |        |       |        | -        | 0    |
| 1974 | Maki Engineering           | Maki F101         | Ford Cosworth DFV 3.0 V8 |        |        |        |        |        |        |        |        |       | GBR Nk | GER Nk | AUT    | ITA    | CAN   | USA    | -        | 0    |

Le Mans-i 24 órás autóverseny
| Év   | Csapat               | Autó                | Csapattárs           | Helyezés |
| ---- | -------------------- | ------------------- | -------------------- | -------- |
| 1972 | Equipe Matra Sport   | Matra-Simca MS670   | François Cevert      | 2.       |
| 1973 | Gulf Research Racing | Mirage M6           | Derek Bell           | Kiesett  |
| 1975 | Gelo Racing Team     | Porsche Carrera RSR | Tim Schenken         | Kiesett  |
| 1976 | Gelo Racing Team     | Porsche Carrera RSR | Clemens Schickentanz | Kiesett  |